# Schizophreniekonzepte
Unter dem Stichwort klinische Schizophreniekonzepte werden Befunde und Theorien zusammengefasst, die sich mit den von Ärzten geschaffenen Beschreibungen und Klassifizierungen der Schizophrenie als Erkrankung beschäftigen.
Die Schizophrenie ist eine weltweit verbreitete Erkrankung und tritt über die gesamte Lebenszeit eines Menschen mit einem Risiko in der Größenordnung von 1 % auf. Die meisten Patienten erkranken vor dem 30. Lebensjahr. Typischerweise verläuft die Erkrankung in Phasen. Vollremissionen sind nur in rund 10 % der Fälle zu erwarten. Bei etwa der Hälfte der Betroffenen verbleiben Restsymptome (Residualsymptome). Zu den charakteristischen Merkmalen der Erkrankung gehören die sogenannten Erstrangsymptome nach Kurt Schneider (siehe unten). Die Ursache der Erkrankung ist unbekannt. Dem Krankheitsbeginn geht üblicherweise eine mehrjährige Prodromalphase voran: Das ist die Zeitspanne unspezifischer Symptome vor dem Beginn einer Erkrankung.
In diesem Artikel werden die wichtigsten klinisch definierten Schizophreniekonzepte seit Emil Kraepelins erster eindeutiger Definition der Schizophrenie im Jahre 1893 in zeitlicher Reihenfolge dargestellt.

## Das Fundament
Die Grundlage unseres heutigen Verständnisses der Schizophrenie ist Emil Kraepelins Unterscheidung der „Dementia praecox“ vom „manisch depressiven Irresein“. Kraepelin hat mit dieser Unterscheidung den grundlegenden Schritt getan, die Schizophrenie von den affektiven Störungen zu unterscheiden. Sein nächster systematischer Schritt war die Unterteilung der Schizophrenie in Untertypen, insbesondere die drei Typen:
1. Paranoid-halluzinatorische Schizophrenie
2. Katatone Schizophrenie
3. Hebephrene Schizophrenie.

### Die klinischen Konzepte und ihre Begründer
Ausgehend von dieser Überlegung Kraepelins, der Annahme Wilhelm Griesingers (1817–1868, Arzt, Ordentlicher Professor der Medizin in Kiel und Tübingen, Begründer der modernen psychiatrischen Kliniken), seelische Erkrankungen seien Gehirnkrankheiten, und aufbauend auf Karl Jaspers’ (1883–1969, Psychiater und Philosoph, Ordentlicher Professor für Philosophie in Heidelberg 1921–1937, zwangsemeritiert, und 1948–1961 in Basel: Begründer der modernen Psychopathologie) methodologischen Überlegungen zur allgemeinen Psychopathologie wurden im 20. Jahrhundert folgende Konzepte für die Klassifikation der Schizophrenie entworfen. Sie sind in der Psychiatrie mit den Namen ihrer „Erfinder“ verbunden:
- Eugen Bleuler 1857–1939. Professor für Psychiatrie in Zürich. Direktor des Burghölzli (Psychiatrische Klinik in Zürich) bis 1927: Die Gruppe der Schizophrenien.
- Kurt Schneider 1887–1967. Ordentlicher Professor der Psychiatrie in Heidelberg von 1946 bis 1955. Leiter der klinischen Abteilung der DFA ab 1931: Konzept der Erstrangsymptome, 1938.
- Klaus Conrad 1905–1961. Professor für Neurologie und Psychiatrie in Saarbrücken von 1948 bis 1958 und Göttingen ab 1958. Mitarbeiter an der DFA ab 1934: Stadien des Wahns.
- Gerd Huber. Emeritierter Professor für Psychiatrie in Bonn: Basisstörungskonzept.
- Tim Crow. Emeritierter Professor für Psychiatrie in Oxford: Typ-I- und Typ-II-Schizophrenie.
- Nancy Coover Andreasen. Professorin für Psychiatrie an der University of Iowa, USA: Negativsymptomatik.
- Peter Liddle. Professor für Psychiatrie in Nottingham: Dimensionaler Ansatz.
- Joseph Zubin: Vulnerabilitäts-Stress-Coping Konzept.

### Die Situation heute
Das gegenwärtige Verständnis der Schizophrenie ist vor allem von drei Entwicklungen gekennzeichnet:
1. Entdeckung der Neuroleptika,
2. Katamneseforschung und
3. Psychiatriereform.

Aufgrund einer weitreichenden inhaltlichen Kritik an den bisher bestehenden Klassifikationssystemen und wegen organisatorischer Überlegungen (Vereinheitlichung der Nomenklatur, Bildung homogener Patientenpopulationen für klinische und genetische Studien, Abrechnungsmodalitäten) werden heute fast überall Patienten mit psychischen Erkrankungen nach den ICD-10- und DSM-5-Katalogen diagnostiziert und so auch die verschiedenen Formen der Schizophrenie entsprechend eingeteilt. Die Darstellung dieses Konzeptes erfolgt in dem Artikel zur Diagnose der Schizophrenie.

## Emil Kraepelin und die „Dementia praecox“
Grundlage der Schizophreniekonzepte Kraepelins ist die klinisch-pragmatische Verlaufsforschung. Da ein Querschnittsbild, das Momentaufnahmen des Zustandes eines seelisch erkrankten Menschen darstellt, im Laufe der Zeit starken Schwankungen unterliegt, erschien es logisch, eine Systematik nicht auf die stark variablen Aspekte der Erkrankung zu gründen, sondern auf Verlaufsbeobachtungen, von denen man sich eine größere Zuverlässigkeit der Beurteilung versprach. Kraepelins Arbeiten stehen in einem engen Zusammenhang mit einer kritischen Auseinandersetzung mit der Psychiatrie des 19. Jahrhunderts. Kraepelin rezipierte für seine Klassifikation der seelischen Erkrankungen und damit auch der Schizophrenie die Arbeiten von Ewald Hecker zur „Dementia hebephrenica“ von 1871 und die Studien von Karl Ludwig Kahlbaum (1828–1899, Arzt, Professor für Medizin in Königsberg) zur „Dementia paranoides“ und zur „Dementia catatonica“ oder – wie sie auch hieß – dem „Spannungsirresein“ von 1874. Er nahm auch Jean-Pierre Falrets (1794–1870) Beobachtung auf, dass manische und depressive Episoden bei manchen Kranken zu einer Krankheit gehörten. Gemäß dem Vorbild von Falrets Vereinigung der Depression und Manie zur „folie circulaire“, dem zirkulären Irresein, vereinigte Kraepelin die drei Formen der Dementia paranoides, katatonica und hebephrenica nach Kahlbaum und Hecker zur Dementia praecox.

### Die „natürlichen Krankheitseinheiten“
Kraepelin entschied sich auch, den Gedanken der Einheitspsychose in Anlehnung an Griesinger aufzugeben, zugunsten einer rein empirischen Herangehensweise: Wenn die Verlaufsbeobachtungen Hinweise für eine Einheitspsychose ergäben, könne man den Begriff behalten, sonst müsse man ihn aufgeben. Die dritte grundsätzliche Überlegung Kraepelins ist die, sich nur an der eigenen Erfahrung zu orientieren und nicht an philosophischen oder neuroanatomischen Vorannahmen. Dies führt zu der zentralen Annahme, seelische Erkrankungen seien biologisch begründete „natürliche Krankheitseinheiten“.
An diesem Konzept der „natürlichen Krankheitseinheiten“ hielt Kraepelin zeit seines Lebens fest, obwohl er als guter Kliniker zunehmend auch die Grenzen des Konzeptes sah: Die Persönlichkeit des Erkrankten, seine Lebenssituation und die Qualität seiner sozialen Beziehungen erkannte Kraepelin als Faktoren, die den Verlauf der Erkrankung beeinflussen können. Er nannte diese Faktoren deshalb „pathoplastisch“ (krankheitsformend).
Zunächst unterschied Kraepelin drei Erkrankungsgruppen: die Delirien, die Erschöpfungszustände und die Gruppe der „Wahnsinnigen“ und „Verrückten“. Diese Unterteilung lässt sich recht zwanglos mit dem noch heute gültigen triadischen Konzept vergleichen.

### Erste Phase: Abgrenzung von traditionellen Konzepten
Bei Kraepelins Schizophreniekonzept kann man drei Phasen seiner Lehrtätigkeit und Theoriebildung unterscheiden: In der frühen Periode (1880–1890) taucht bei Kraepelin der Begriff der „Dementia praecox“ noch nicht auf. Hier kritisiert er vor allem die Diagnosesysteme des 19. Jahrhunderts. In dieser Zeit beschrieb Kraepelin schon eine Gruppe von Kranken mit Psychosen, die zur Chronifizierung neigten.

### Zweite Phase: Die „Dementia praecox“ und ihre Subtypen
In der mittleren Periode (1891–1915) beschrieb er erstmals den Unterschied zwischen Querschnitt- und Längsschnittbefund. 1893 erwähnt er erstmals den Begriff der „Dementia praecox“. Neben der „Katatonie“ und der „Dementia paranoides“ zeichne sie sich durch eine schlechte Prognose aus. Die schlechte Prognose war für ihn ein Argument zu der Annahme, die Erkrankung sei körperlich begründet. Die schlechte Prognose umschreibt er mit den Begriffen der „psychischen Entartung“ oder „Verblödung“. 1899 trifft Kraepelin erstmals die Unterscheidung zwischen „Dementia praecox“ (Schizophrenie) mit chronischem Verlauf und schlechter Prognose einerseits und „manisch depressivem Irresein“ (affektiven Störungen) mit phasenhaftem Verlauf und guter Prognose andererseits.
Dabei unterschied Kraepelin drei Formen der „Dementia praecox“: den hebephrenen, katatonen und paranoiden Untertyp. In späteren Veröffentlichungen unterschied er bis zu zehn Subtypen. Kraepelin glaubte, die „Dementia praecox“ sei durch einen organischen Krankheitsvorgang bedingt, möglicherweise sei die Erkrankung nicht einheitlich. Die Möglichkeit einer Heilung schloss er aus.

### Dritte Phase: Konsolidierung
In der späten Periode ab 1916 setzte sich Kraepelin mit Kritik an seinem Konzept auseinander, nahm aber keine Veränderungen mehr an seinen Überlegungen vor.

## Eugen Bleuler und die Gruppe der Schizophrenien
Eugen Bleuler hat in die Diskussion um die Einteilung der Schizophrenie zwei gewichtige Argumente eingebracht. Er hat einerseits die Symptome der Krankheit genau studiert und ein heute noch brauchbares Gerüst für ihre Einteilung vorgeschlagen. Darüber hinaus hat Bleuler mit dem Begriff der „Gruppe der Schizophrenien“ eine Alternative zu Griesingers Konzept der „Einheitspsychose“ vorgeschlagen.

### Primäre und sekundäre Symptome
Bleuler war ein Schüler Freuds und einer der ersten Psychiater, die versuchten, die Ergebnisse der Psychoanalyse für die Psychiatrie nutzbar zu machen. Sein bleibendes Verdienst gründet auf diesem Teil seiner wissenschaftlichen Arbeit. Bleuler stellte fest, dass die Symptome seiner Patienten sehr unterschiedlich waren, und wollte deshalb nicht mehr von einer Krankheit, sondern von einer Krankheitsgruppe sprechen. Zudem war es sein Ziel, eine möglichst umfassende Schizophrenietheorie zu erstellen. Er ging wie Griesinger von der Vorstellung einer somatischen Erkrankung des Gehirns aus und vermutete, dass diese Gehirnstörung unmittelbar zu den sogenannten Primärsymptomen – vor allem Denkstörungen und bestimmten körperlichen Symptomen – führt. Die aktive Auseinandersetzung des Kranken mit diesen primären Störungen führt zu den sogenannten Sekundärsymptomen der Schizophrenie: Wahn, Halluzinationen, Affektstörungen.
| Primärsymptome | Sekundärsymptome |
| --- | --- |
| - Lockerung der Assoziation - Benommenheitszustände - Disposition zu Halluzinationen - Tremor - Pupillendifferenzen - Ödeme - Katatone Anfälle | - Zerfahrenheit, Symbolisierungen, Affektstörungen - Störungen von Gedächtnis und Orientierung - Automatismen - Blödsinn - Wahnideen - Autismus - Unberechenbarkeit - Abulie - Negativismus - Halluzinationen, Stereotypien, Katalepsie |

### Grundsymptome und akzessorische Symptome
Unter diesem Stichwort führt Bleuler seine heute noch gebräuchliche Definition der vier großen A ein (Affekt, Assoziation, Ambivalenz, Autismus), die er als die wichtigsten Grundsymptome ansah. Sie sollen bei der Schizophrenie immer dann vorkommen, wenn die Erkrankung weiter fortgeschritten ist. Die so genannten akzessorischen Symptome treten nach Bleuler nur gelegentlich auf und kämen auch bei anderen Erkrankungen vor.
| Grundsymptome | Akzessorische Symptome                                                                                           |
| --- | --- |
| - Störung der Assoziation - Störung der Affektivität - Ambivalenz - Autismus - Störungen des Willens und Handelns - Störungen der Person | - Halluzinationen - Wahnideen - Funktionelle Gedächtnisstörungen - Katatonie - Störungen von Schrift und Sprache |

## Kurt Schneider und der phänomenologische Ansatz

### Kurt Schneiders Wissenschaftskonzept
Die Unterscheidung zwischen Symptomen ersten und zweiten Ranges geht auf den Heidelberger Psychiater Kurt Schneider (1887–1967) zurück. Schneider betrachtete die Schizophrenie als eine organisch begründete Störung des Gehirns. Diese als „Somatosepostulat“ bezeichnete Annahme sah Schneider aber ausdrücklich als Modellvorstellung oder „heuristisches Prinzip“ an. Aufgrund dieser kritischen Selbstbeschränkung betrachtete er psychiatrische Diagnosen nicht einfach als Namen für objektivierbare „natürliche Krankheitseinheiten“ im Sinne Kraepelins, sondern als möglichst gut zu begründende begriffliche Konstrukte. Schneider schlug deshalb vor, im Falle psychiatrischer Erkrankungen statt von einer Differenzialdiagnose eher von einer Differenzialtypologie zu sprechen. Schließlich spreche man in der Medizin von Diagnosen im engeren Sinne nur dann, wenn Ätiologie und Pathogenese einer Erkrankung genau bekannt sind. Dies trifft aber im Falle der Schizophrenie bekanntermaßen nicht zu. Mit dieser pragmatischen und zugleich vorsichtigen Haltung gilt Schneider als ein Pionier der sogenannten operationalisierten Diagnostik, wie sie im ICD-10- und DSM-IV-Katalog verwirklicht wurde.

### Erst- und Zweitrangsymptome
Die von ihm sogenannten Erstrangsymptome erlauben die Diagnose der Schizophrenie. Sie sind in diesem Sinne einerseits Kardinalsymptome: Die Krankheit ist durch sie definiert. Andererseits lässt sich durch die Untersuchung auf Erst- und Zweitrangsymptome eine Liste diagnostischer Kriterien für die Schizophrenie aufstellen. Bei einer bestimmten Kombination solcher Befunde darf die Diagnose der Erkrankung gestellt werden.
| Erstrangsymptome | Zweitrangsymptome |
| --- | --- |
| - Gedanken-Lautwerden - Dialogische Stimmen - Kommentierende Stimmen - Leibliche Beeinflussungserlebnisse - Gedankenentzug - Gedankenausbreitung - Wahnwahrnehmungen - Gefühl des „Gemachten“ | - Alle übrigen Sinnestäuschungen - Wahneinfälle - Ratlosigkeit - Depressive und frohe Verstimmung - Erlebte Gefühlsverarmung |

### Das triadische System der Psychiatrie
Auf Kurt Schneider geht auch das so genannte „triadische System“ in der Psychiatrie zurück. Es bedeutet in Anlehnung an die so genannte Schichtenregel von Karl Jaspers die Einteilung der seelischen Erkrankungen in drei Gruppen:
- Körperlich begründbare Erkrankungen, wie etwa die Demenzen;
- Endogene Psychosen und
- Variationen normalen seelischen Erlebens.

Das triadische System ist aus vielen Gründen noch gebräuchlich. Es ist Einteilungskriterium für Lehrbücher, es findet sich abgewandelt in der Anordnung der Erkrankungen im ICD-Katalog, und es findet sich – leicht abgewandelt – in der juristischen Terminologie in Deutschland, zum Beispiel bei einer Prüfung der Schuldfähigkeit eines mutmaßlichen Straftäters.

## Klaus Conrad: Die Stadien des Wahns
Klaus Conrad hat in seiner klassischen Studie über die beginnende Schizophrenie fünf Stadien des Wahns beschrieben.
Der Wahn beginne mit dem sogenannten Trema, gewissermaßen einer Vorbereitungsphase, in dem die betreffende Person von innerer Unruhe, Angst und dem Gefühl der „Destruierung des Situationsgefüges“ geprägt sei. In der zweiten Phase, der sog. Apophänie, erlebt der Wahnkranke ein abnormes Bedeutungsbewusstsein. Er kann seine Urteile bezüglich des Wahns nun nicht mehr ändern und entwickelt die Überzeugung, alles drehe sich um ihn (Anastrophe). In der dritten Phase des Wahns, der Apokalyptik, erlebt der Wahnkranke Zustände von schwerster Angst, manchmal rauschhaft gehobener Stimmung, akuten Halluzinationen und entwickelt einen Zerfall von Sprache und Denken. Diese akute Phase kann in einen Zustand der Konsolidierung, die vierte Phase, münden. In ihm wendet sich der Kranke von der expansiven Phase seines Wahns hin zur fünften Phase, dem Residualzustand, der am einfachsten als ein Zustand der Apathie beschrieben werden kann.
Dieses Konzept Conrads ist von Hambrecht überprüft worden. Dabei stellte sich heraus, dass die Vorstellung logisch aufeinander folgender Stadien des Wahns empirisch nicht zu belegen ist. Lediglich die triviale Sequenz „unspezifische vor spezifischen Symptomen“ konnte nachgewiesen werden.

## Nancy Andreasen: Positiv- und Negativsymptomatik
In der modernen Schizophrenieforschung wird den Negativsymptomen große Aufmerksamkeit geschenkt. Nancy Andreasen führte als Faustregel die „sechs A“ ein:

### Die „sechs A“ nach Andreasen
- Alogie: Die Sprachverarmung führt beispielsweise zu verlängerten Antwortlatenzen, die Patienten sind wortkarg.
- Affektverflachung: Die Verarmung der Affekte äußert sich in einer verminderten Fähigkeit „emotional mitzumachen“.
- Apathie: Hiermit ist vor allem ein Mangel an Energie und Interesse, Antriebslosigkeit und Willensschwäche (Abulie) gemeint.
- Anhedonie: bedeutet Freud- und Lustlosigkeit.
- Aufmerksamkeitsstörungen: Den Patienten fällt es schwer, sich zu konzentrieren, einen Text zu lesen, einem Gespräch zu folgen usw.
- Asozialität: Damit beschreibt man die Störung der Kontaktfähigkeit der Patienten.

Negativsymptome sind nicht einfach zu erkennen. Sie erschließen sich nicht so sehr durch eine Befragung des Patienten, sondern eher durch Beobachtung, Rekonstruktion der sozialen Anamnese und durch eine ausführliche Fremdanamnese. Zur Beurteilung des Ausmaßes der Negativsymptome sind zahlreiche Skalen entwickelt worden.

### Primäre und sekundäre Negativsymptome
In der psychiatrischen Forschung wird auch zwischen primären und sekundären Negativsymptomen unterschieden. Als primäre Negativsymptome, die als eng krankheitsgebunden aufgefasst werden, sieht man vor allem die Affektverflachung und die Sprachverarmung an. Zur Gruppe der sekundären Negativsymptome, die man als Folge der Erkrankung, Konsequenz von Copingstrategien, Nebenwirkungen von Medikamenten usw. ansieht, zählt man vor allem: Anhedonie, Asozialität und Apathie. Die große Bedeutung der Negativsymptome für die Patienten besteht darin, dass sie die Lebensqualität oftmals viel nachhaltiger mindern als die Positivsymptome.

## Tim Crow: Akute und chronische Schizophrenie
Zu Beginn der 80er Jahre postulierte der englische Psychiater Tim J. Crow die Existenz zweier Typen von Schizophrenie, die er Typ-I- und Typ-II-Schizophrenie nannte. Dabei sollte der Typ I durch akutes Auftreten, späten Erkrankungsbeginn und Vorherrschen von Positivsymptomen gekennzeichnet sein. Der Typ II sei dagegen gekennzeichnet durch das Vorherrschen von chronisch vorliegenden Negativsymptomen und kognitiven Einbußen bei frühem Erkrankungsbeginn.

## Gerd Huber: Das Basisstörungskonzept
Der Bonner Psychiater Gerd Huber leistete in den folgenden Forschungsgebieten der Psychiatrie eine Pionierarbeit:
- Seine Studien zur Asymmetrie der Hirnventrikel mittels Pneumenzephalographie seit den 1950er Jahren haben die biologische Psychiatrie in Deutschland begründet.
- Seine Katamnesestudien revidieren die auf Kraepelin zurückgehende pessimistische Einschätzung über den Verlauf der Schizophrenie.
- Mit seinen Studien zur Psychopathologie zählt Huber zu den Begründern der empirischen psychopathologischen Forschung in Deutschland.

Huber nimmt an, dass eine Reihe von Negativsymptomen die Basis schizophrener Erkrankungen darstelle. Diese Symptome sollten dem vermuteten somatischen Substrat der Schizophrenie nahestehen (substratnahe Basissymptome). Die Erforschung dieser Basissymptome erfolgt heute vor allem in der Weise, dass Jugendliche und Kinder mit seelischen Störungen auf diese Symptome ausführlich untersucht werden. Dadurch sollen einerseits Psychosen möglichst früh erfasst und andererseits Behandlungskriterien erarbeitet werden.

## Der dimensionale Ansatz nach Liddle
Im Rahmen von Studien zur Negativsymptomatik entwickelte Peter F. Liddle das Konzept von drei Dimensionen der Schizophrenie. Zur Klassifikation beschrieb Liddle auch Überlegungen zur neuroanatomischen und neurophysiologischen Charakterisierung der Störungen.
| Läsionsort: | linker dorsaler präfrontaler Kortex             | medialer Temporallappen  | rechter ventraler präfrontaler Kortex                        |
| Syndrom:    | psychomotorische Verarmung                      | Realitätsverzerrung      | Desorganisation                                              |
| Symptome:   | - Sprachverarmung - Affektverflachung - Apathie | - Wahn - Halluzinationen | - Formale Denkstörungen - Ablenkbarkeit - Inadäquater Affekt |

Liddles Klassifikation beschreibt weniger Subtypen als vielmehr Dimensionen der Erkrankung, die bei jedem Patienten mehr oder weniger ausgeprägt vorkommen können. Die Zuordnung der Dimensionen zu speziellen Hirnarealen ist nicht unumstritten.

## Integrative Konzepte
Die älteren behavioristischen und psychodynamischen Konzepte sind heute durch integrative Modelle wie das Verletzlichkeits-Stress-Bewältigungs-Konzept nach Joseph Zubin und das Konzept der affekt-logischen Bezugssysteme nach Luc Ciompi ersetzt worden. Dabei gilt das Vulnerabilitäts-Stress-Coping-Modell nach Zubin und Nuechterlein als attraktive ätio-pathogenetische Rahmenhypothese.
Diese Hypothese besagt, dass die Krankheit – bei einer gegebenen Disposition (Vulnerabilität, d. i. Verletzlichkeit) – durch besondere Belastungen (Stress) und das Fehlen adäquater Bewältigungsmöglichkeiten (Coping) zum Ausbruch gelangt. Die Bereitschaft für die Erkrankung wird organisch bedingt gesehen, da die familiäre Belastung als wichtigster Einzelfaktor für die Schizophrenie als eine genetische Komponente anzusehen ist. Die Stressoren gleich welcher Art sollen bei einem nicht ausreichenden Coping zum Versagen funktioneller Systeme des Gehirns mit klinischer Konsequenz der psychotischen Symptome führen.
Als Vulnerabilitätsfaktoren gelten:
- Störungen der Neurotransmitterfunktionen (Dopaminhypothese),
- Funktionelle Folgen von Hirnstrukturveränderungen, vor allem im limbischen System,
- Störungen der Aufmerksamkeit und Informationsverarbeitung,
- Schizotype Persönlichkeitsmerkmale,
- Emotionale und Verhaltens-Defizite bei Hoch-Risiko-Kindern.

Als Stressoren gelten:
- Kritikbetontes und emotional überengagiertes Familienklima,
- Überstimulierende soziale Umgebung,
- Stressbetonte Lebensereignisse,
- Drogen-Missbrauch.

Als protektive Faktoren gelten:
- Sinnvolle Bewältigungsstrategien,
- Adäquates Problemlöseverhalten in der Familie,
- Unterstützende soziale Interventionen,
- Antipsychotische Medikation.

Integrative Schizophreniekonzepte orientieren sich vor allem an den Bedürfnissen des klinischen Alltags bei der Frage, welche Behandlungsmethoden zur Anwendung gebracht werden sollen. Da Patienten mit einer Schizophrenie nicht selten aufgrund kognitiver Beeinträchtigungen durch so genannte Negativsymptome schwerwiegende soziale Behinderungen erleiden, stellt sich für Therapeuten stets die Frage eines Gesamtbehandlungsplanes, der alle Lebensbereiche des Patienten berücksichtigen soll. Hier finden integrative Krankheitskonzepte ihr Anwendungsgebiet.

## Andere Schizophreniekonzepte
Neben den klinischen Schizophreniekonzepten existieren zahlreiche andere Modellvorstellungen zur Klassifikation und Entstehung der Schizophrenie. Den Bereichen der biologischen, psychodynamischen und soziologischen Krankheitsmodelle der Schizophrenie hat dieser Artikel die klinischen Konzepte der Schizophrenie gegenübergestellt. Diese Unterteilung impliziert keine Wertung und ist in erster Linie dem Versuch einer sinnvollen Beschränkung geschuldet.

### Biologische Konzepte
Die biologisch definierten Krankheitskonzepte der Schizophrenie umfassen vor allem vier Bereiche:
- Die Genetik der Schizophrenie im Sinne einer familiären Häufung, deren Untersuchung auf den umstrittenen Genetiker Ernst Rüdin zurückgeht,
- Die Aufklärung der Mechanismen antipsychotisch wirksamer Medikamente,
- Die Studien zu morphologischen Auffälligkeiten des Gehirns von schizophrenen Patienten, die auf die Arbeiten von Gerd Huber gründet, und
- Untersuchungen, die sich um die Fragen der Geburtskomplikationen und Infektionen drehen.

Die biologischen Krankheitskonzepte der Schizophrenie werden unter dem Lemma Neurobiologische Schizophreniekonzepte abgehandelt.

### Psychodynamische Konzepte
Den biologischen Modellvorstellungen zur Schizophrenie steht eine lange Tradition psychodynamischer Konzepte gegenüber, die im 20. Jahrhundert vor allem auf die Arbeiten von Sigmund Freud zurückgehen. Freud hatte in seiner Studie über den Fall Schreber ein psychodynamisches Modell des Wahns vorgeschlagen. In der Folge entwickeln verschiedene Forscher wie Gregory Bateson und Paul Watzlawick Theorien über die Entstehung der Schizophrenie aufgrund von gestörten Kommunikationsformen und als Folge von fehlerhaften Erziehungsstilen (Double bind, schizophrenogene Mutter).

### Soziologische Konzepte
Strikt soziologische Theorien, die von einem „Mythos Geisteskrankheit“ sprechen, wie sie von den amerikanischen Psychiatrie-Kritikern Thomas Szasz, den englischen Vertretern der Antipsychiatrie Ronald D. Laing und David Cooper und den Protagonisten der italienischen antiinstitutionellen Psychiatrie wie Franco Basaglia vertreten wurden, spielen in der modernen klinischen Forschung keine Rolle mehr. Ihre Konzepte bestehen aber in gewandelter Form in der modernen Sozialpsychiatrie fort. Soziologische Schizophreniekonzepte werden ausführlich in den Artikeln zur Antipsychiatrie behandelt.

## Zusammenfassung
Das moderne klinische Verständnis der Schizophrenie wird von den hier vorgestellten Schizophreniekonzepten stark beeinflusst. Die Unterscheidung der schizophrenen Psychosen von den affektiven Störungen durch Kraepelin, das Bleulersche Konzept der Gruppe der Schizophrenien, das triadische System, die Vorstellung der Erstrangsymptome als charakteristische Merkmale der Schizophrenie, die große Aufmerksamkeit der modernen psychiatrischen Forschung für die Negativsymptome und schließlich das Konzept der Basisstörungen als früher Indikator für die Entwicklung einer Schizophrenie sind im heutigen klinischen Denken der Psychiatrie fest verwurzelt. Weitreichende Kritik an den Systematisierungsansprüchen der jeweiligen Einzelkonzepte hat allerdings dazu geführt, dass heute in der klinischen Forschung versucht wird, von jeglichen theoretischen Vorannahmen abzusehen.